# Severin Solders
Ernst Severin Solders, född 21 februari 1893 i Älvdalen, död 9 maj 1970 i Stockholm, var en svensk skolman och författare.

## Biografi
Severin Solders var son till hemmansägaren Severin Johan Larsson och Karin, född Persdotter. Han blev fil. kand. 1914 och fil. mag. 1916 i Uppsala, och senare fil. lic. 1929 och fil. dr 1931 i Lund. Han var extraordinarie lektor i Uddevalla från 1919–24, läroverksadjunkt i Lund 1924–31 och lektor i Nyköping 1931–40. Mellan åren 1940–56 var Solders rektor för Beskowska skolan på Östermalm i Stockholm, en av landets elitskolor.
År 1924 deltog Solders i grundandet av Svenska nationalsocialistiska frihetsförbundet, det första nazistiska partiet i Sverige, tillsammans med bland andra Birger Furugård; år 1926 bytte partiet namn till Svenska nationalsocialistiska bonde- och arbetarpartiet. Som författare publicerade Solders en rad språk- och kulturhistoriska böcker och artiklar, framför allt om Dalarnas och Älvdalens historia. Han utgav bland annat läroboken Grekisk skolgrammatik (1935), som utkom i åtta upplagor. Han var 1948–59 ordförande i Föreningen för svensk undervisningshistoria.

### Medarbetare
- Stockholms storskolas journal, red. tills. m. Albert Wiberg (Stockholm: Föreningen för svensk undervisningshistoria, 1951)
- Venjans församling 350 år, red. (Venjan: V. Olofsson, 1957)